# Бохајско море
Бохајско море представља део Жутог мора са којим је повезано преко Бохајског пролаза, има површину од 823.000 km². Формирају га плуострва Љаотунг на североистокуи и Шантунг на југу. Састоји се од три залива, Љаотунг на северу, Лаизху на југу и Бохај на западу. Највеће реке које се уливају у њега су Хоангхо, Љаохе и Хајхе. Близина главног кинеског града Пекинга га чини једним од најпрометнијих морских путева на свету. у последњим деценијама откривене су залихе нафте и гаса у Бохајском мору.